# Dryptodon tortuosus
Dryptodon tortuosus là một loài Rêu trong họ Grimmiaceae. Loài này được (Hook. f. & Wilson) Ochyra & Żarnowiec mô tả khoa học đầu tiên năm 2003.